# Bertil Tuneryd
Ove Bertil Tuneryd, född 17 december 1915 i Trollenäs församling, Malmöhus län, död 6 december 2012, var en svensk arkitekt.
Tuneryd, som var son till kvarnägare Alfred Persson och Mathilda Olsson, studerade på folkhögskola i Eslöv 1932–1935, avlade studentexamen i Eslöv 1937 och utexaminerades från Chalmers tekniska högskola 1943. Han var anställd vid hushållningssällskapet i Halmstad 1943-1944, länsarkitektkontoret där 1945–1948, bedrev egen arkitektverksamhet i Halmstad och Sundsvall 1949–1958, blev stadsplanearkitekt i Lunds stad 1959, stadsarkitekt i Filipstads stad 1960 och i Ulricehamns stad 1963. Han utarbetade generalplaner för ett flertal kommuner i Hallands län.